# Grande Diálogo Nacional

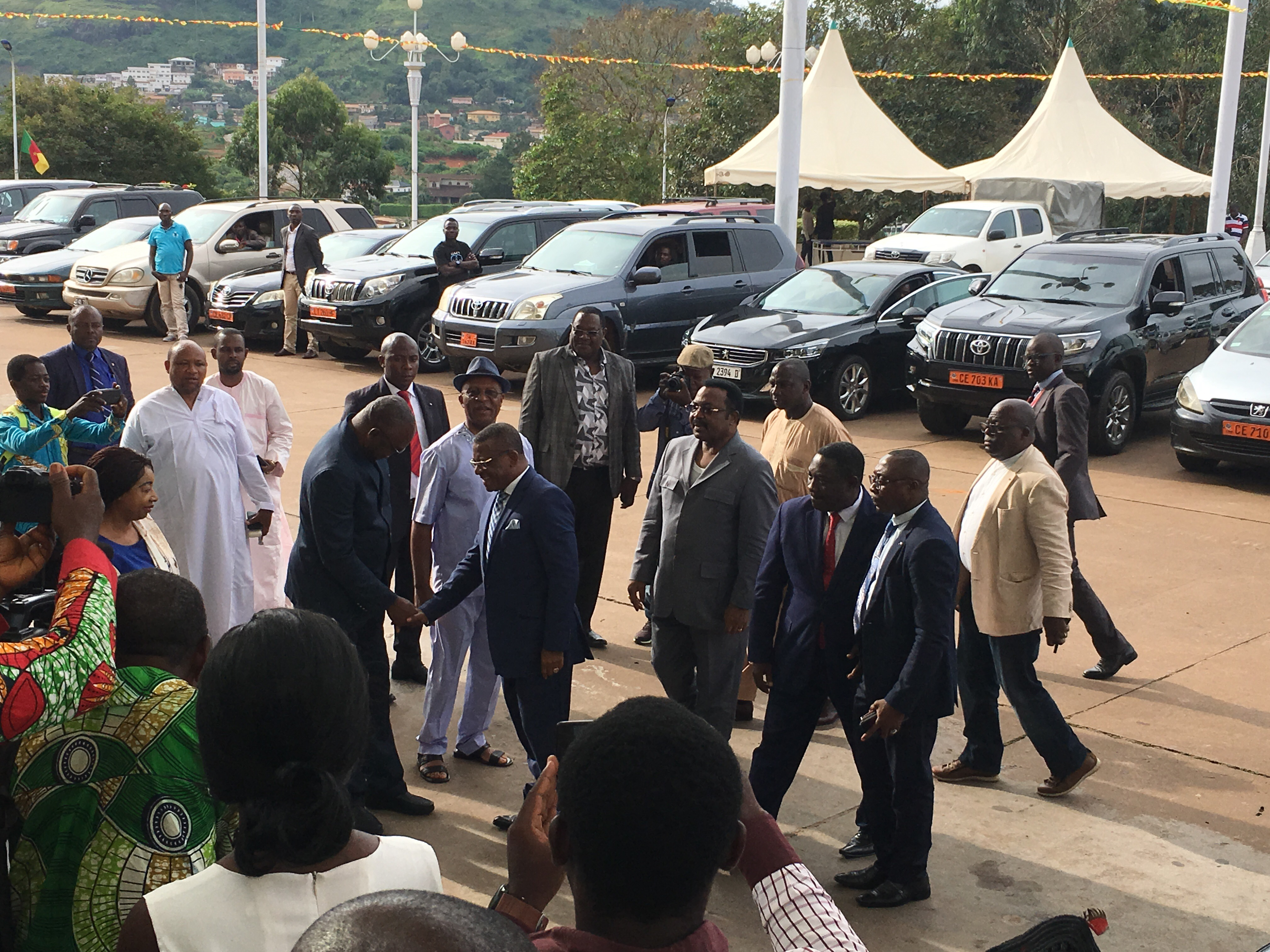
Joseph Dion Ngute, primeiro-ministro dos Camarões, visita a sala de sessões plenárias do Palais des Congrès em Yaoundé, em 29 de setembro de 2019, na véspera do Grande Diálogo Nacional.

O Grande Diálogo Nacional (em francês:  Grand dialogue national) é o nome oficial de um diálogo entre o governo camaronês e vários partidos da oposição, com o objetivo de resolver a crise separatista nos Camarões. O evento ocorreu entre 30 de setembro e 4 de outubro de 2019.

## Antecedentes
Durante décadas, os camaroneses anglófonos na área anteriormente conhecida como Camarões do Sul ressentiram-se do governo central por marginalizá-los. Em outubro de 2016, grandes protestos eclodiram em cidades das regiões anglófonas. O governo camaronês respondeu enviando soldados para reprimir os protestos. Seis semanas depois das manifestações, seis manifestantes foram mortos e mais de 100 foram presos. Em setembro de 2017, os separatistas anglófonos começaram a pegar em armas contra o governo camaronês e, em 1 de outubro, a Frente Unida do Consórcio Ambazônia dos Camarões do Sul declarou a independência da República Federal da Ambazônia. A situação evoluiu para um conflito militar, incluindo violações de direitos humanos.

### Negociações
Em 10 de setembro de 2019, o presidente de Camarões, Paul Biya, anunciou em um discurso televisionado que um "grande diálogo nacional" ocorreria antes do final do mês. O diálogo teria lugar "no contexto da constituição", excluindo assim a independência da Ambazônia, e incluiria a diáspora anglófona dos Camarões. Posteriormente, foi lançado um site do governo, onde as pessoas poderiam apresentar propostas antes do diálogo.

## Curso do Diálogo

### 30 de setembro
O diálogo começou com uma cerimônia de abertura, onde ex-combatentes separatistas cantaram o hino nacional de Camarões. Em seguida, o primeiro-ministro Joseph Ngute desafiou os participantes a "fazer história" e encontrar soluções para "os problemas que nos separaram física e intelectualmente nos últimos anos".

### 1 de outubro
Os debates começaram plenamente no segundo dia de diálogo. Oito comissões haviam sido nomeadas, cada uma com foco em um assunto específico; uma para o multiculturalismo e bilinguismo, uma para o sistema educacional, uma para o sistema judicial, uma para a questão dos refugiados, um para a reconstrução, uma para o desarmamento, uma para a diáspora e uma para a descentralização.
No final do segundo dia, o advogado Akere Muna do "Now Movement" disse que se retiraria do diálogo se a forma do Estado não fosse discutida.

### 2 de outubro
O terceiro dia teve o mesmo foco do segundo dia. O advogado Felix Agbor Balla declarou que o diálogo seria inútil a menos que a forma do Estado fosse discutida, insistindo que a descentralização seria insuficiente.

### 3 de outubro
No quarto dia, as comissões apresentaram suas recomendações ao primeiro-ministro. À medida que o Grande Diálogo Nacional se aproximava de sua conclusão, o presidente Paul Biya emitiu um decreto que suspendeu os processos judiciais contra 333 ativistas anglófonos.
Em resposta à presença de generais separatistas no diálogo, o Conselho de Autodefesa da Ambazônia emitiu uma declaração alegando que esses separatistas eram falsos.

### 4 de outubro

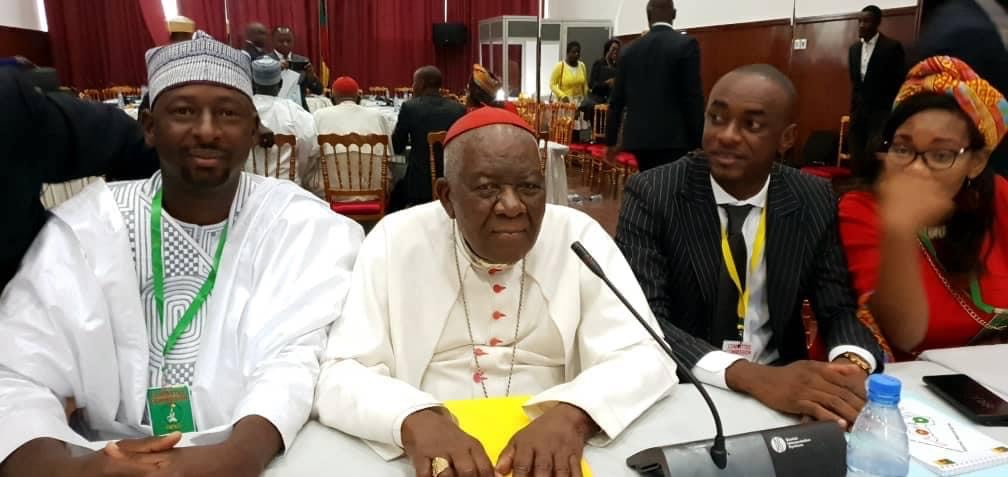
O Cardeal Christian Tumi, ao centro, durante o Grande Diálogo Nacional no Palais des Congrès em 4 de outubro de 2019 em Yaoundé.

No quinto dia, as resoluções finais foram lidas. A comissão de descentralização propôs um status especial para as regiões anglófonas, bem como mais autonomia local. Outras recomendações incluíram a construção de um aeroporto e um porto marítimo nas regiões anglófonas, a renomeação do país para "República Unida dos Camarões", medidas contra a corrupção e um esforço intensificado para reabilitar antigos combatentes separatistas.

## Reações
O partido governante acolheu as recomendações das comissões. Alguns participantes criticaram a estrutura do diálogo, bem como o fato de a secessão não ter sido debatida como alternativa. Outros caracterizaram o evento de cinco dias como uma farsa. Os separatistas reafirmaram sua rejeição ao diálogo, prometendo intensificar a guerra.
Em dezembro de 2020, as Nações Unidas instaram o governo de Camarões a abordar as questões levantadas no Grande Diálogo Nacional e a continuar o processo de diálogo com todas as partes envolvidas. François Loucemy Fall, chefe do Escritório Regional das Nações Unidas para a África Central, afirmou que "a implementação das recomendações do grande diálogo nacional, além do diálogo contínuo com todas as partes, continua sendo crucial para a construção de uma paz e desenvolvimento duradouros".

## Consequências
No dia seguinte à conclusão do diálogo, o presidente Biya ordenou a retirada dos processos judiciais de alguns apoiadores do Movimento pelo Renascimento dos Camarões, incluindo seu líder Maurice Kamto. Esta medida estava diretamente ligada ao Grande Diálogo Nacional. Em 16 de novembro, duas delegações governamentais iniciaram uma missão nas regiões anglófonas para conquistar o apoio popular para as conclusões do Grande Diálogo Nacional. Em particular, as delegações pretendiam convencer a população de que um "status especial" para as regiões anglófonas resolveria suas queixas.  Isso resultou no "Código Geral das Autoridades Regionais e Locais", que foi aprovado pelo parlamento camaronês em 18 de dezembro de 2019.
A guerra nas regiões anglófonas se intensificou nas semanas seguintes ao diálogo. Mantendo sua abordagem militar para resolver a crise, o governo camaronês começou a se concentrar na criação de grupos locais de vigilantes para combater a guerrilha separatista. Os separatistas intensificaram sua guerra de guerrilha contra Camarões, principalmente ao assassinar um general separatista poucos dias depois de ter deposto as armas.